# Crinipus leucozonipus
Crinipus leucozonipus är en fjärilsart som beskrevs av George Francis Hampson 1896. Crinipus leucozonipus ingår i släktet Crinipus och familjen glasvingar. Inga underarter finns listade i Catalogue of Life.